# Antoine-Hilaire-Henri Périé
Cet article possède des paronymes, voir Antoine Alexis Perier de Salvert, Antoine Périer et Antoine Perrier.
Antoine-Hilaire-Henri Périé de Senovert, mieux connu sous le nom d’Hilaire Périé, né le 30 mai 1780 à Castres, mort le 3 septembre 1833 à Nîmes, est un peintre français.

## Biographie
Fils de Jean-Pierre Périé, poète à ses heures et de Marie-Magdeleine-Francoise de Senovert. En 1799, il est élève de David. Dans cet atelier, il rencontre Pierre-Maurice Quay le chef des Barbus, et selon le témoignage de Delécluze se promenait dans Paris en toge. Il épousa la célèbre Julie Candeille, amie de Girodet. Élu à l'Académie de Nîmes en 1831, il finit ses jours conservateur du musée de Nîmes.

## Envois aux Salons
- 1810, Caron passant les ombres.
- 1812, no 709, Le Songe d'Ossian. Assis auprès du tombeau de Fingal, Ossian s’endort au son de la harpe de Malvina ; les ombres de ses parents, lui apparoissent. Selon le livret du salon, l'artiste habite 3, rue de la Ville-l'Évêque.

## Œuvres
- Caron passant les ombres, tableau non localisé, mais la composition est connue grâce à une gravure d'Antoine-Jean-Baptiste Coupé.
- Le Songe d'Ossian, dessin, 1812, galerie Talabardon-Gautier, Paris en 2000, acquis par le musée Goya de Tarbes en 2001[4]
- François 1er écrivant « Souvent femme varie », non localisé, œuvre gravée par Godefroy Engelmann, pour illustrer l'ouvrage de Jean-Toussaint Merle, Description historique et pittoresque du Château de Chambord, Paris, 1821.
- Apothéose de Louis XVI.

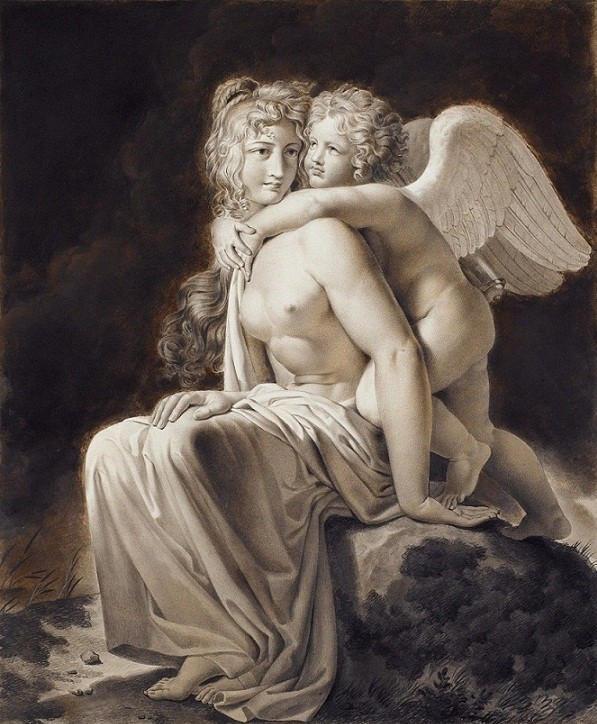
Cupidon et Psyché, dessin, vers 1810
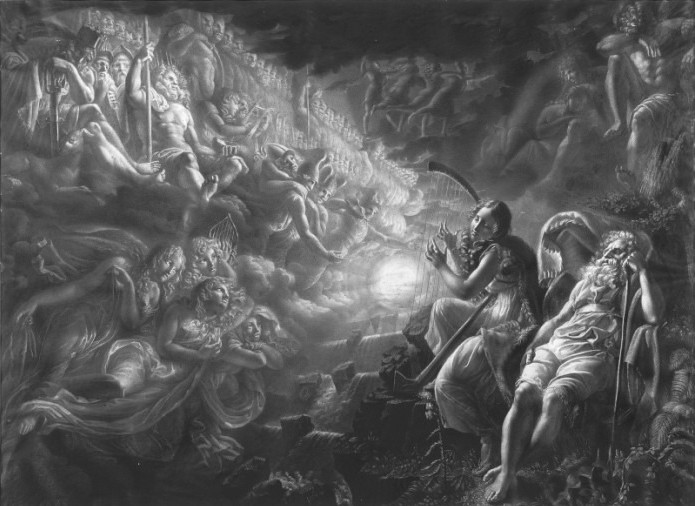
Le Songe d'Ossian, dessin, 1812, Tarbes, musée Goya

## Habillement
« Le citoyen Perrier, élève de David, est le Dom Quichotte de l'amour de l'antique. On le voit dans toutes les rues, vêtu à la grecque ou à la romaine, avec une barbe et un grand manteau. Les poissardes quand elles le rencontrent ne lui épargnent pas les sottises, les petits garçons courent après lui, les chiens l'aboient, tout cela n'ébranle pas sa fermeté. Encore s'il joignait à cela un grand talent ! mais il se distingue que par sa singularité. Il est de la nouvelle secte des illuminés en peinture. Les membres de cette secte se renferment dans un lieu obscur, et attendent pour travailler le moment de' l'inspiration. La plûpart d'entre-eux pourraient attendre long-tems.
un jour il fut rencontré par un grec, du pays des grecs, car il y en a de plusieurs sortes. Celui-ci voyant son habit singulier, lui demanda s'il était son compatriote : non, lui dit Perrier, je suis français. - Vous venez donc d'Egypte, - Non, je viens de chez moi... L'autre surpris, lui demande pardon et s'en alla en disant : il faut que les français soient de grands grecs, puisqu'ils en imposent même aux gens du pays. »

— Anonyme, Chronique scandaleuse de l'an 1800, pour l'an 1801.